# Тележка для покупок

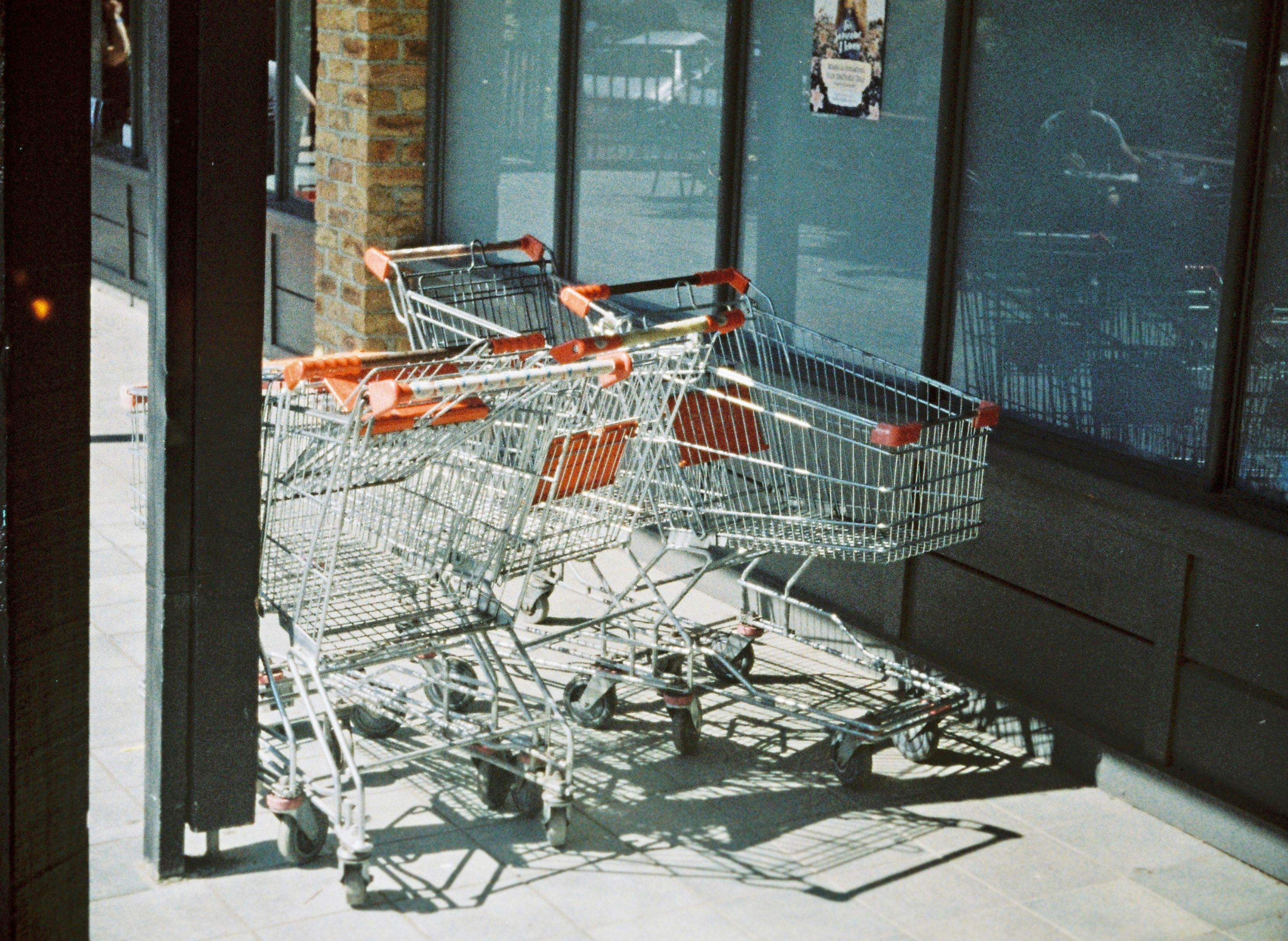
Тележка

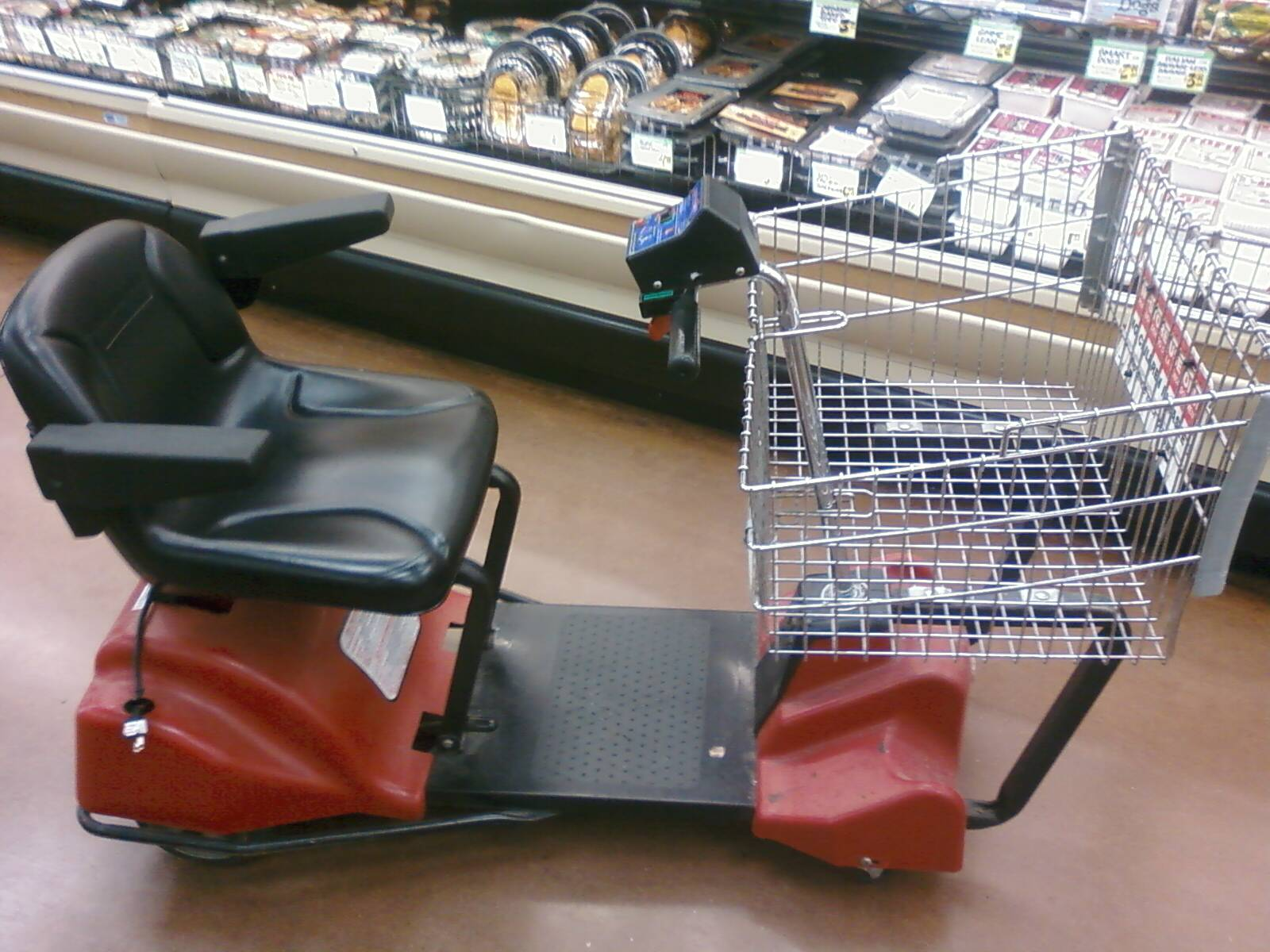
Электрическая тележка для покупок для пенсионеров и инвалидов

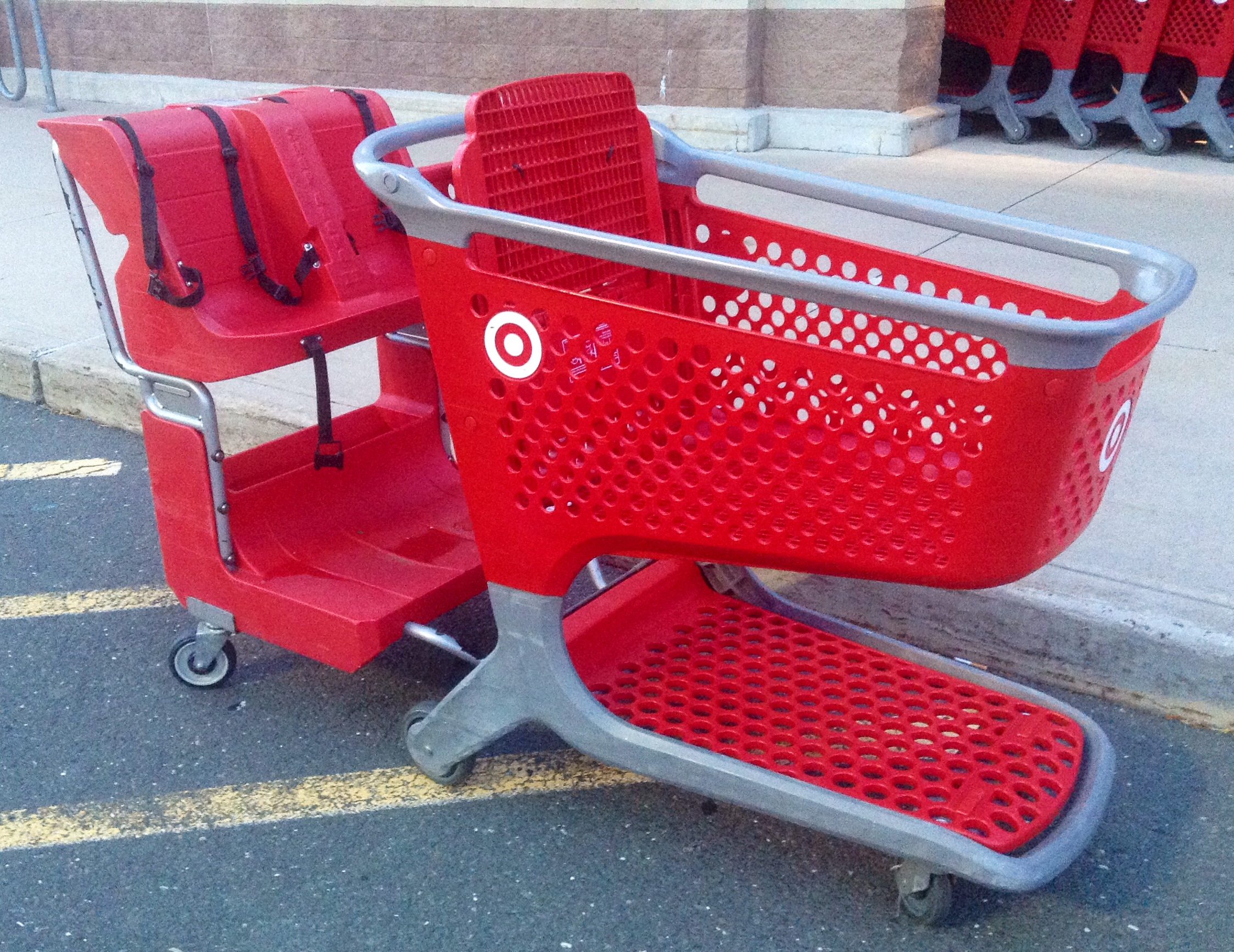
Тележка для покупок с местами для двух детей

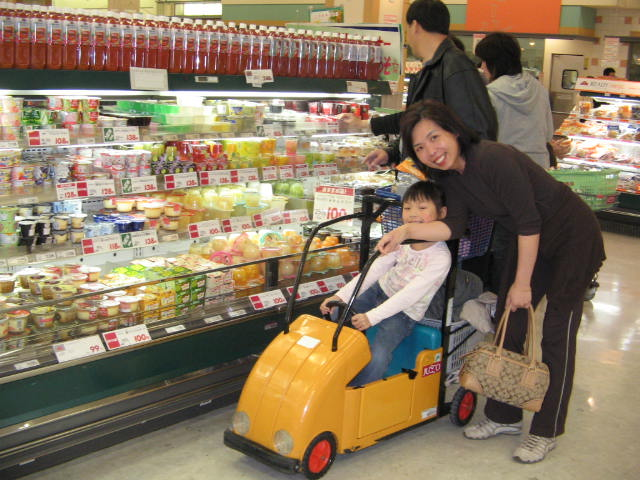
Тележка для покупок, совмещённая с машинкой для детей, сделано для того, чтобы взрослые брали тележки для покупок, когда приходят в магазин с детьми

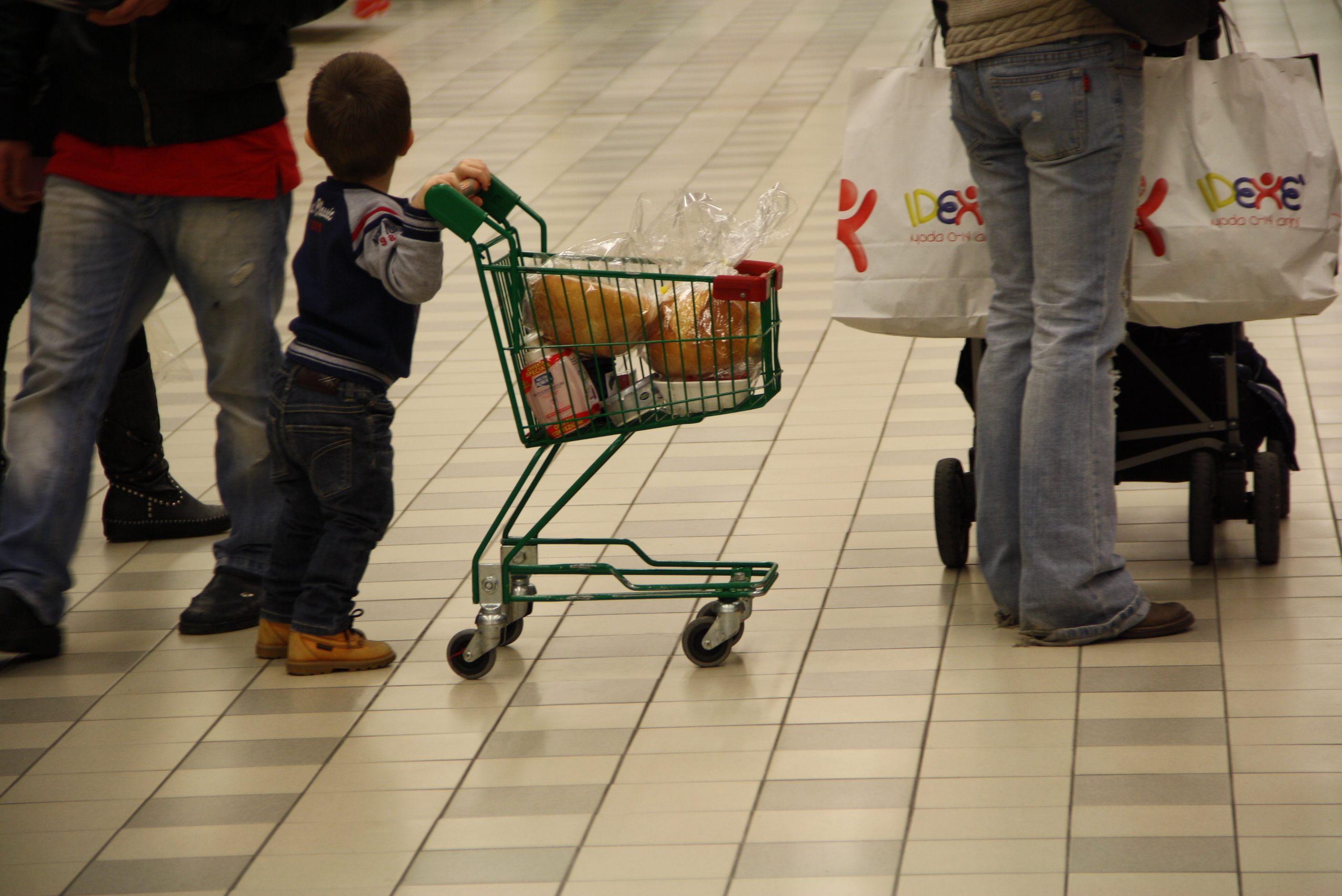
Детская тележка для покупок

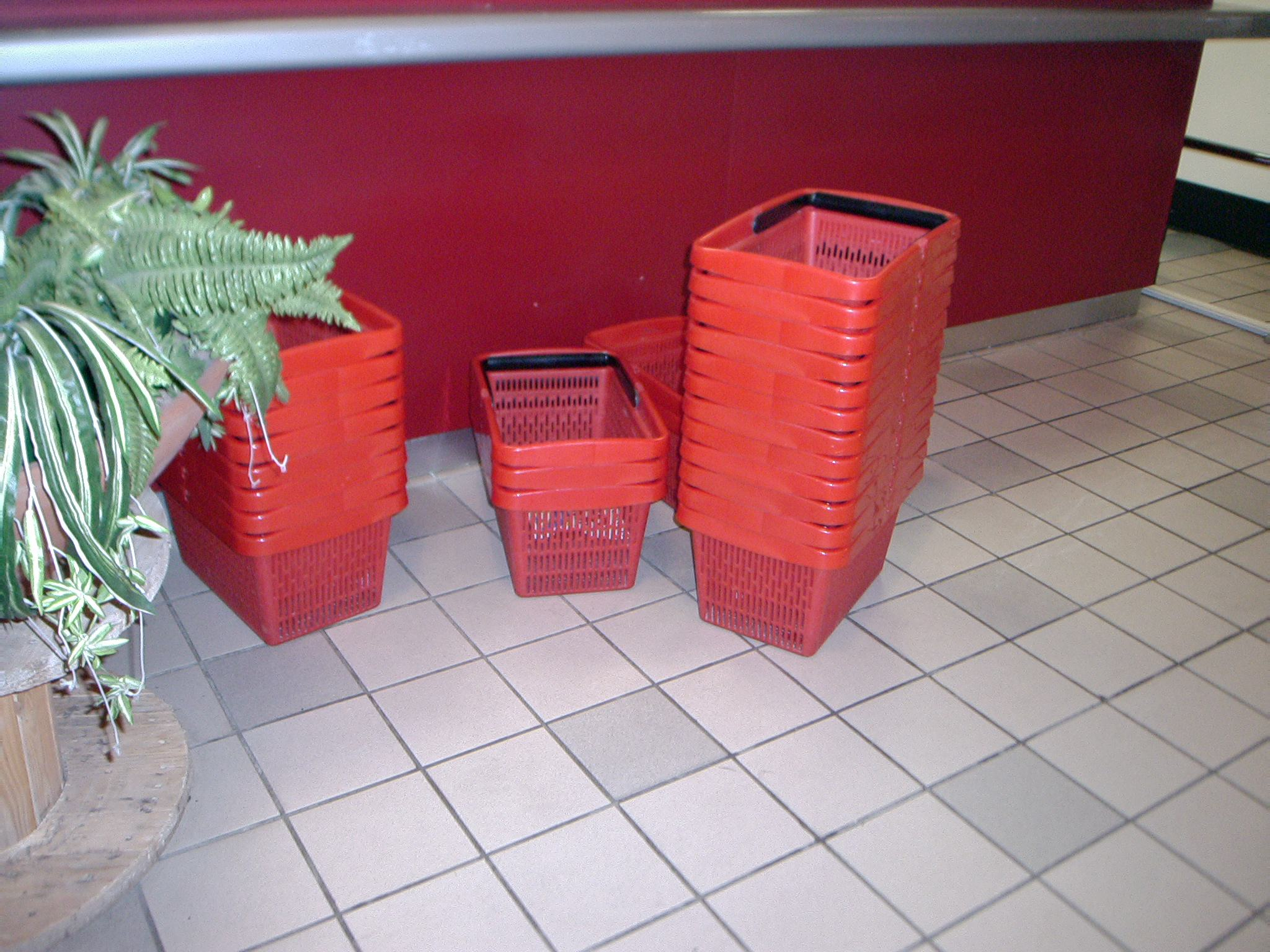
Чаще покупатели используют корзины для покупок

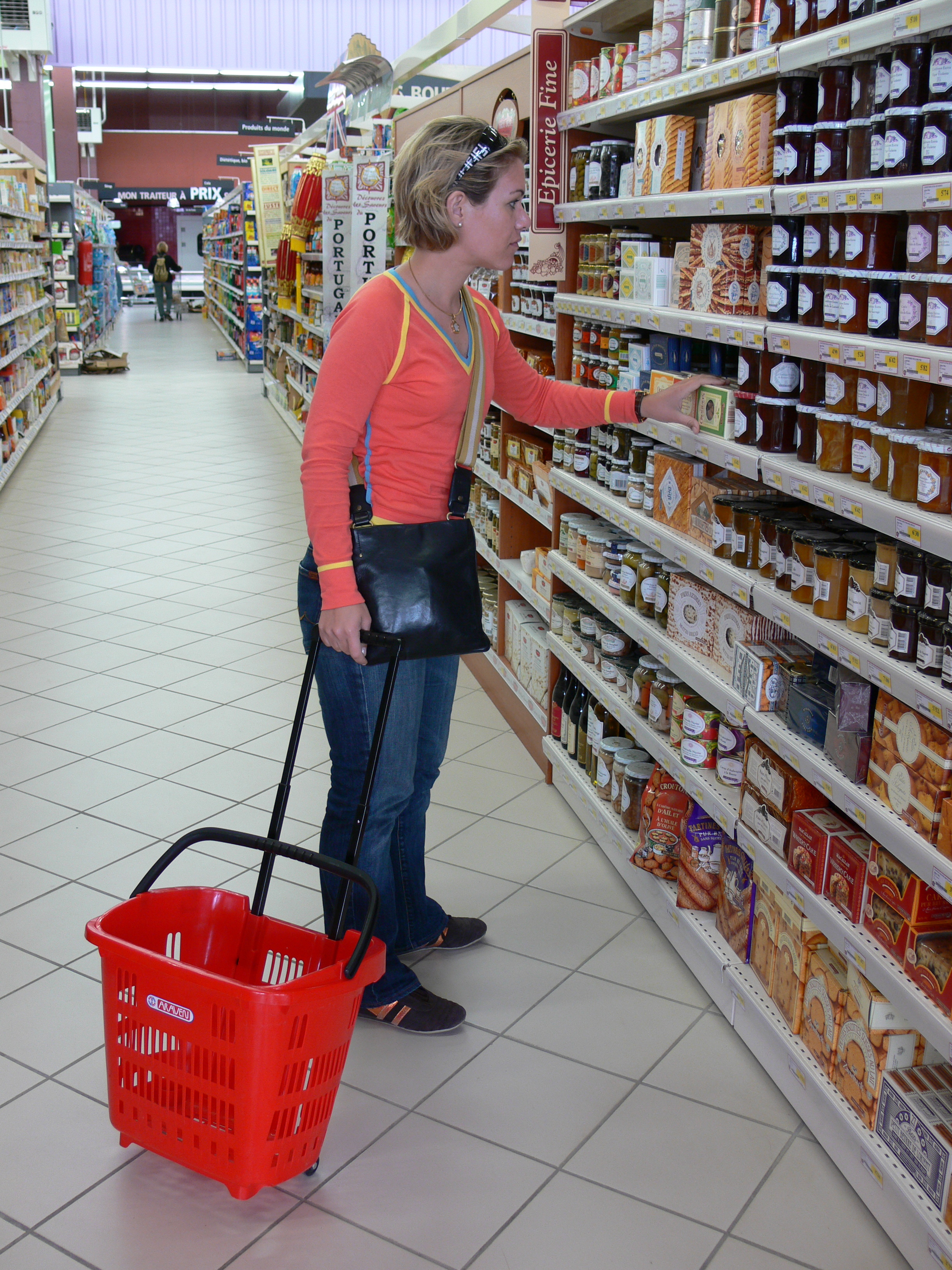
Альтернатива тележке для покупок — это корзина для покупок с длинной ручкой на колёсиках

Тележка для покупок (продуктовая тележка) — это корзина, поставляемая магазином, для использования клиентами внутри магазина для транспортировки товаров к кассе в течение покупки. Покупатели могут использовать тележку для перевозки приобретённых товаров к своим транспортным средствам.
Тележку для покупок изобрёл в 1937 году Силван Голдман (1898—1984), родившийся в Российской империи (Латвии), владелец американских сетей магазинов Standard Grocery и Humpty Dumpty, который искал способы побудить людей покупать больше (без тележек они покупали лишь столько, сколько могли донести в руках). Затем инженер Артур Костед разработал метод массового производства тележек, создал сборочную линию, способную формировать и сваривать проволоку. В апреле 1940 года это изобретение запатентовали.
Тележки стали популярны не сразу, так как женщины не хотели возить нечто похожее
на детскую коляску, а мужчины боялись показаться недостаточно мужественными. Тогда Силван Голдман нанял людей, которые специально приходили в его магазины и пользовались тележками. В 1946 году появилась конструкция тележки с откидывающейся задней панелью, позволявшая собирать много тележек в одну конструкцию и передвигать вместе. В 1950-е годы в США появилось множество супермаркетов и торговых центров с большими автопарковками, и тогда тележки, позволяющие довезти покупки до машины, стали очень популярными.
Обычно покупателям разрешается оставлять тележки в специально отведённых местах на парковке, а персонал магазина возвращает тележки в хранилище. Однако во многих супермаркетах предусмотрены запорные механизмы, управляемые монетами (или жетонами), чтобы поощрить покупателей возвращать тележки в правильное место после использования.
Исследования показали, что покупателям рекомендуется проводить санитарную обработку ручек корзины перед тем, как обращаться с ними или наполнять их продуктами из-за высокого уровня бактерий, которые обычно живут в корзинах. Это связано с тем, что тележки имеют высокий уровень воздействия на флору кожи предыдущих пользователей. На тележки необходимо устанавливать звонок или клаксон для того, чтобы человеку с тележкой уступили дорогу.